# Stora kulingstormen på Nordsjön 1871
Stora kulingstormen på Nordsjön 1871 var en sträng storm ute på Nordsjön, som slog till mot Englands nordostkust den 10 februari 1871.
Sjöfarten vid staden Bridlington drabbades svårt, och för att rädda sjömännen skickade Royal National Lifeboat Institution ut livebåten Robert Whitworth. Fiske-livbåten Harbinger hamnade uppochner, och sex människor dödades.
Ett monument finns vid Bridlington Priory Churchyard.
28 skepp förliste på nordostkusten, och totalt dödades över 50 personer.